# Perdigão (família)
A Família Perdigão é uma família portuguesa muito antiga existindo desde finais do século XIV e princípios do século XV. Ela já existia no Reinado de D. João I, falecido em 1433, sendo que Lourenço Anes Perdigão foi seu escudeiro. 
No entanto, só se pode começar a traçar documentalmente a genealogia desta família segue-se a partir de Miguel Perdigão, mestre-sala do Infante D. Duarte, filho do Rei D. Manuel I, em cuja casa este soberano hospedou-se, ao passar pela vila de Benavente. Dele provém os do sobrenome Perdigão, que se espalhou bastante no Alentejo. 
Pelos célebres versos de Luís de Camões que começam "Perdigão perdeu a pena" se deduz que era então esta uma família com pretensões de uma nobreza não correspondente à possuída realmente. 

## Brasão de Armas
Seu brasão de armas, encontra-se registrado no livro dos Reis de Armas e no livro da Torre do Tombo , à folha 31 (Sanches de Baena). 
Usam os Perdigões por armas que são de ouro, com cinco perdigões de sua cor, postos em aspa. O timbre é um perdigão do escudo.